# Noruega en los Juegos Olímpicos de Garmisch-Partenkirchen 1936
Noruega estuvo representada en los Juegos Olímpicos de Garmisch-Partenkirchen 1936 por un total de 31 deportistas que compitieron en 6 deportes.  
El portador de la bandera en la ceremonia de apertura fue el patinador de velocidad Ivar Ballangrud.

## Medallistas
El equipo olímpico noruego obtuvo las siguientes medallas:
| Nombre                                                        | Deporte               | Competición        |
| ------------------------------------------------------------- | --------------------- | ------------------ |
| Oro                                                           |                       |                    |
| Oddbjørn Hagen                                                | Combinada nórdica     | Individual M       |
| Sonja Henie                                                   | Patinaje artístico    | Individual F       |
| Ivar Ballangrud                                               | Patinaje de velocidad | 500 m M            |
| Charles Mathiesen                                             | Patinaje de velocidad | 1500 m M           |
| Ivar Ballangrud                                               | Patinaje de velocidad | 5000 m M           |
| Ivar Ballangrud                                               | Patinaje de velocidad | 10 000 m M         |
| Birger Ruud                                                   | Saltos en esquí       | Trampolín normal M |
| Plata                                                         |                       |                    |
| Olaf Hoffsbakken                                              | Combinada nórdica     | Individual M       |
| Oddbjørn Hagen                                                | Esquí de fondo        | 18 km M            |
| Oddbjørn Hagen Olaf Hoffsbakken Sverre Brodahl Bjarne Iversen | Esquí de fondo        | 4 × 10 km M        |
| Georg Krog                                                    | Patinaje de velocidad | 500 m M            |
| Ivar Ballangrud                                               | Patinaje de velocidad | 1500 m M           |
| Bronce                                                        |                       |                    |
| Sverre Brodahl                                                | Combinada nórdica     | Individual M       |
| Laila Schou Nilsen                                            | Esquí alpino          | Combinada F        |
| Reidar Andersen                                               | Saltos en esquí       | Trampolín normal M |